# Portrait d'un vieillard et d'un jeune garçon
Le Portrait d'un vieillard et d'un jeune garçon est une peinture datant d'environ 1490, de l'artiste de la Renaissance italienne, Domenico Ghirlandaio, une de ses œuvres les plus connues, remarquable par son intensité émotionnelle. Son réalisme a été décrit comme unique parmi les portraits du Quattrocento.

## Description
Un vieillard en robe rouge, assis près d'une fenêtre, tient dans ses bras un jeune enfant également vêtu de rouge. Ils sont assis dans un intérieur, éclairés contre un mur noirci. Derrière eux, à droite, une ouverture découvre un paysage, au terrain accidenté et aux routes sinueuses, typiques des débuts de Ghirlandaio. Représenté de trois-quarts, le vieillard, sans doute un patricien florentin reconnaissable au cappuccio plié sur son épaule, et le garçon, élégamment vêtu, indiquent une origine noble. En dépit de l'hypothèse traditionnelle selon laquelle les sujets sont grand-père et petit-fils, leurs identités sont en réalité inconnues. Il est possible que la peinture ait un but commémoratif et que l'enfant soit une invention narrative destinée à souligner la bonté de l'homme. L'intensité de l'image est dramatisée par le contraste entre l'homme, vieux, le nez déformé par une maladie (le rhinophyma), et la finesse du profil et la beauté de l'enfant.  Alors que la composition est thématiquement liée à l'art du portrait des Pays-Bas, au milieu du XVe siècle, le motif d'un portrait dans un intérieur avec un paysage vu au loin était répandu en Italie.

## Analyses
La caractéristique extraordinaire de la peinture, c'est la déformation du nez de l'homme, preuve de rhinophyma. Plutôt que d'impliquer un défaut de caractère, Un Vieil Homme et son petit-Fils invite à l'appréciation de la noblesse de tempérament de l'homme. Le tableau représente un moment d'intimité entre un vieil homme et un enfant, souligné par le placement de la main de l'enfant sur la poitrine de l'homme, et la douceur de l'expression de l'homme. Le sourire plein de bonté et de douceur du vieil homme et le regard confiant de l'enfant ainsi que son geste plein de tendresse témoignent de l'affection qui les unit. Cette démonstration d'affection confère à l'œuvre un côté très fort, bien au-delà de ce qui est attendu d'un traditionnel portrait dynastique. Dans les mots de l'historien d'art Bernard Berenson, « Il n'y a pas image plus humaine dans toutes les peintures du Quattrocento, que ce soit dans ou hors de l'Italie ».
L'image peut avoir un sens allégorique, opposant deux âges de la vie, la vieillesse et la jeunesse. Chef-d’œuvre absolu, alliant le symbolisme du Moyen Âge et le réalisme moderne dans un tableau où le regard mélancolique, las et désabusé du vieil homme, image de l’époque médiévale, croise celui de l’enfant, interrogatif, image d’une Renaissance qui se cherche encore.
Dans le face à face entre le visage raviné par le temps et celui lisse et parfait de l'enfant se glisse le « vrai sujet » du tableau : le Temps comme dimension et structure de l'homme. Le peintre donne à voir ici la vie humaine dans sa dimension concrète, « mondaine » et non plus morale ou métaphysique. La veduta sur laquelle s'ouvre le mur de la pièce fait partie, en profondeur, du contenu de l'image : le vieillard et l'enfant sont les deux pôles de l'« être au monde » de l'homme.
Avec ses deux frères, Domenico Ghirlandaio avait ouvert un atelier à Florence à la clientèle « bourgeoise ». La production d'œuvres est considérable et inégale, adaptation plus ou moins réussie, mais toujours très appréciée de la clientèle, des exemples flamands. Le réalisme presque excessif du vieillard ne doit cependant pas cacher les dimensions imaginaires profondes de l'image ; à travers les deux personnalités représentées, ce sont les deux pôles de la vie humaine qui s'interrogent et le paysage fixe le cadre naturel de l'existence. Le portrait gagne sa dignité en impliquant beaucoup plus que la simple représentation d'un individu concret.

## Historique
La peinture fut de provenance incertaine jusqu'en 1880, quand le marchand italien Stefano Bardini la propose à la vente : elle est entrée au Louvre, rejetée par Wilhelm von Bode, commissionnaire des musées de Berlin, à cause de son mauvais état. Plusieurs commentateurs de la fin du XIXe siècle ont signalé que l'œuvre avait été abrasée par un nettoyage trop vigoureux par endroits qui avait défiguré le visage de l'homme. En 1996, les rayures et les zones de décoloration de la peinture ont été supprimées, les surfaces de peinture  nettoyées et retouchées.
Un dessin de Ghirlandaio intitulé Tête d'un Vieil Homme, un moment détenu par Giorgio Vasari, dépeint le même homme que dans la peinture. Le dessin peut avoir été réalisé alors que le sujet était endormi ou après sa mort, auquel cas il aurait servi d'esquisse de son masque mortuaire.

## Postérité
La peinture fait partie du musée imaginaire de l'historien français Paul Veyne, qui le décrit dans son ouvrage justement intitulé Mon musée imaginaire.